# Leleupidia
Leleupidia is een geslacht van kevers uit de familie van de loopkevers (Carabidae). De wetenschappelijke naam van het geslacht is voor het eerst geldig gepubliceerd in 1951 door Basilewsky.

## Soorten
Het geslacht Leleupidia omvat de volgende soorten:
- Leleupidia angusticollis Basilewsky, 1953
- Leleupidia coiffaiti Mateu, 1970
- Leleupidia elilae Basilewsky, 1960
- Leleupidia emerita Basilewsky, 1951
- Leleupidia grossepunctata Basilewsky, 1953
- Leleupidia kaboboana Basilewsky, 1960
- Leleupidia kahuziana Basilewsky, 1953
- Leleupidia luvubuana Basilewsky, 1951
- Leleupidia ruandana Basilewsky, 1951
- Leleupidia vadoni Basilewsky, 1967